# Laemanctus longipes
Laemanctus longipes, comúnmente conocido como Lemacto coludo, es un largo lagarto nativo de América Central y México. Puede alcanzar un tamaño de 70 cm, dos tercios de los cuales se componen por una cola delgada. Se sienta en los árboles y arbustos por encima de los cursos de agua, lamiendo las gotas de agua en las hojas y capturando los insectos que andan de cerca.
Existe dimorfismo sexual, pero es difícil de observar. Los varones tienen una base de cola un poco más gruesa que las hembras, y el hemipene es a veces visible al levantar la cola. La especie suele vivir de forma individual, o en un territorio con un macho y entre una y tres hembras. Sin embargo, por lo general los machos y las hembras sólo se reúnen para el apareamiento, lo que puede ocurrir varias veces al año.